# 練馬総合病院
公益財団法人東京都医療保健協会 練馬総合病院（こうえきざいだんほうじんとうきょうといりょうほけんきょうかい ねりまそうごうびょういん）は、東京都練馬区にある医療機関。

## 診療科
- 内科
- 循環器内科
- 漢方内科
- 外科・消化器外科
- 整形外科
- 皮膚科
- 泌尿器科
- 産婦人科
- 眼科
- 耳鼻咽喉科
- 小児科
- 脳神経外科
- リハビリテーション科
- 麻酔科
- 救急科

## 医療機関の指定等
- 保険医療機関
- 救急告示医療機関
- 労災保険指定医療機関
- 身体障害者福祉法指定医の配置されている医療機関
- 生活保護法指定医療機関
- 結核指定医療機関
- 原子爆弾被害者一般疾病医療取扱医療機関
- 母体保護法指定医の配置されている医療機関
- 臨床研修指定病院（管理型）

## 費用負担
- 初診時に紹介状がない場合、保険外併用療養費が2,200円（税込み）加算される[1]。

## 交通アクセス
病院公式サイト 「交通案内」（日本語）・Access Map（English）も参照
- 西武池袋線江古田駅南口より徒歩7分
- 西武池袋線東長崎駅南口より徒歩8分
- 都営地下鉄大江戸線新江古田駅A2出口より徒歩10分
- 都営バス白61系統・練68系統、国際興業バス池07系統で「練馬総合病院入口」バス停下車、徒歩1分